# Узульяс, Альбер
Альбе́р Жорж Раймо́н Узулья́с (фр. Albert Ouzoulias; 20 января 1915 — 28 ноября 1995) — французский коммунист, участник французского Сопротивления.

## Биография
Начал работать сортировщиком писем.
Был избран членом ЦК Коммунистической молодёжи Франции.
После начала второй мировой войны был призван во французскую армию, служил в 12-м артиллерийском полку. Участвовал в боевых действиях летом 1940 года.
10 июля 1940 года оказался в окружении и вместе с группой других военнослужащих французской армии был взят в плен немецкими войсками и отправлен в концентрационный лагерь 17-Б в Вельсе (в районе города Линц). В ночь с 25 на 26 июля 1941 года сбежал и в эшелоне с репатриируемыми французскими солдатами вернулся во Францию.
В дальнейшем, связался с руководством Французской коммунистической партии, стал одним из организаторов и руководителей Батальонов молодёжи (под псевдонимом «полковник Андре»), заместителем Пьера Жоржа. Сначала они распространяли листовки и занимались саботажем. 15 августа 1941 года на совещании руководства батальонов молодёжи Парижского района было принято решение о переходе к активным действиям — и утром 21 августа 1941 года подпольная организация совершила свою первую боевую операцию (на станции метро «Барбес-Рошешуар» Узульяс и его напарник Жильбер Брюстлейн застрелили немецкого офицера).
В 1943 году Узульяс стал национальным комиссаром, ответственным за организацию боевых операций, а затем возглавил вооружённые силы организации «Франтирёры и партизаны».

## Семья
Жена Сесиль, сын Андре.

## Награды
- орден Почётного легиона (25 сентября 1946)[1]

## Память

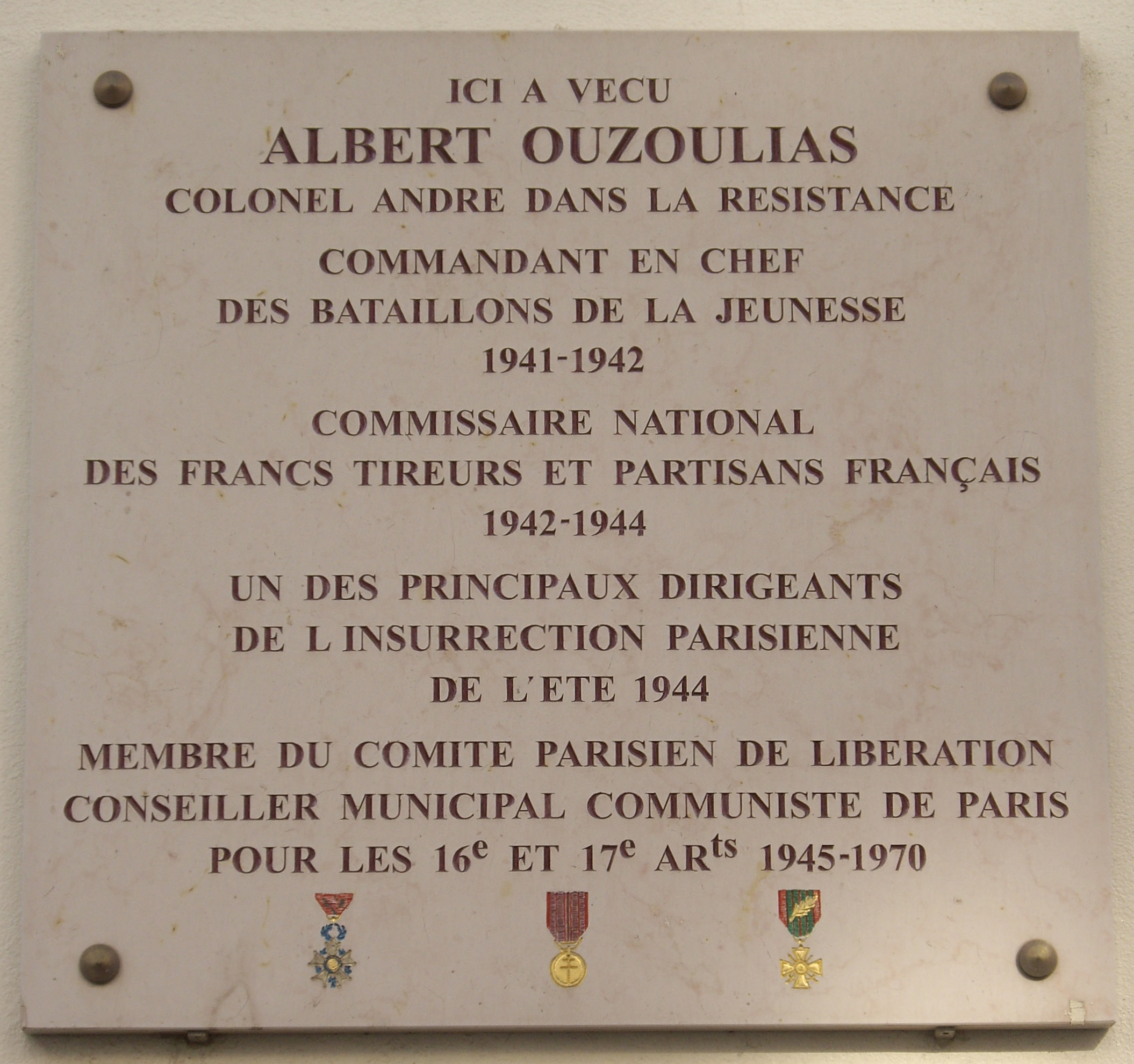
Мемориальная доска, установленная в память об Альбере Узульясе

- Мемориальная доска, установленная в 16-м округе Парижа